# Sideritis caesarea
Sideritis caesarea là một loài thực vật có hoa trong họ Hoa môi. Loài này được H.Duman, Aytaç & Baser miêu tả khoa học đầu tiên năm 1998.